# مصطفى حجاج
مصطفى حجاج (1988 -) هو مغني مصري اشتهر بأغنية يا بتاع النعناع والتي تخطت ال 100 مليون مشاهدة على موقع اليوتيوب.

## مسيرته
بدأ مصطفى الغناء الأفراح الشعبية في سن الثامنة وحصل بعد ذلك على دبلوم صنايع، بداية معرفة الجمهور بمصطفى جاءت من خلال أغنية الوجع التي غناها في مسلسل دكتور أمراض نسا.
أكتشفه المنتج هاني محروس وأنتج له من خلال شركته Music NJ، ألبومه الأول «زحمة حياتي».
في 2016 أصدرت نقابة الموسيقيين قرار بمنع مصطفى حجاج من الغناء وذلك بسبب عدم ادائه الخدمة العسكرية. قام مصطفى بتسليم نفسه وقام باداء الخدمة العسكرية بعد ذلك .أشار هاني محروس أن السبب وراء تخلّف مصطفى حجاج عن التجنيد يعود بسبب أنه كان مسئولا عن أسرة بعد وفاة والده وظروف والدته الصحية، وتحمله مسؤولية أشقائه، وهم 4 بنات وولدين.

## وصلات خارجية
- مصطفى حجاج على موقع قاعدة بيانات الأفلام العربية